# Noville Peninsula
Noville Peninsula är en udde i Antarktis. Den ligger i Västantarktis. Inget land gör anspråk på området.
Terrängen inåt land är kuperad söderut, men norrut är den platt. Trakten är obefolkad. Det finns inga samhällen i närheten.